# Sommer ’42
Sommer ’42 (Originaltitel: Summer of ’42) ist ein 1970 von Robert Mulligan gedrehtes Melodram mit Jennifer O’Neill in der Rolle einer jungen Kriegerwitwe, in die sich ein von Pubertätswirren geplagter 15-Jähriger verliebt. Der Schriftsteller Herman Raucher verfasste das Drehbuch nach autobiografischen Erlebnissen. Die Uraufführung erfolgte in den Vereinigten Staaten am 9. April 1971. In der Bundesrepublik Deutschland lief der Film am 23. September 1971 an. Um den Film zu promoten, veröffentlichte Herman Raucher 1971 den Roman "Summer of '42", der auf seinem Drehbuch zum Film basierte und zum Bestseller wurde. 

## Handlung
Die pubertierenden Jugendlichen Hermie, Oscy und Benjie verbringen die Sommerferien im Kriegsjahr 1942 auf einer (im Film nicht näher benannten) Insel vor der Küste Neuenglands. Um der tagtäglichen Eintönigkeit und Langeweile zu entgehen, unternehmen sie kleinere „Abenteuer“, reden ununterbrochen von Mädchen, mit denen sie unbedingt schlafen wollen und beobachten aus der Ferne eine junge Frau namens Dorothy, die hier mit ihrem Mann einige unbeschwerte Tage verbringt, ehe er in den Krieg ziehen muss.
Hermie verliebt sich rasch in die attraktive junge Frau. Beide wechseln erstmals einige Worte miteinander, als Hermie Dorothy nach dem Einkauf hilft, ihre voll bepackten Tüten nach Hause zu tragen. Als sie sich bei einer Kinoveranstaltung wiedersehen, bittet Dorothy ihn, in den nächsten Tagen bei ihr vorbeizukommen, um ihr bei einigen schweren Tätigkeiten im Haus zu helfen.
Eines Abends, als Hermie Dorothy wieder besuchen will, steht ihre Haustür offen. Er betritt das Haus und sieht ein Telegramm auf dem Tisch. Es ist eine Benachrichtigung der US-Army, der zufolge Dorothys Mann im Krieg (bei Luftkämpfen über Frankreich) gefallen sei. Hermie findet die völlig aufgelöste Dorothy und weiß nicht so recht, wie er angemessen reagieren soll. Die in ihrem tiefen Schmerz gefangene Dorothy nimmt Hermie die Entscheidung ab, tanzt mit ihm (zu Michel Legrands melancholischem Titelsong The Summer Knows), und beide schlafen miteinander. Anschließend, tief in der Nacht, geht Hermie nach Hause.
Am nächsten Morgen kehrt der Junge, noch völlig überwältigt von den gestrigen Ereignissen, zu Dorothys Haus zurück. Sie ist nicht mehr da. Sie hat ihm einen Brief hinterlassen, in dem sie erklärt, dass sie die Insel verlassen hat und ihm für die Zukunft wünsche, dass ihn niemals so ein sinnloses Unglück treffen möge, wie es sie getroffen habe.
Aus dem Off erklärt der Erzähler, dass er – der nunmehr erwachsene Hermie – Dorothy nie wieder gesehen habe. Der Film endet mit seinen Worten „Der Hermie von damals ging in gewisser Weise verloren, für immer“.

## Produktionshintergrund
Gedreht wurde Sommer ’42 1970 an mehreren Orten in Kalifornien (Fort Bragg, Fort Briggs, Mendocino, Montecito) sowie in Toronto, Kanada.
Die Produktionskosten betrugen etwa eine Million US-Dollar. In den Vereinigten Staaten spielte er rund 25 Mio. Dollar ein.
Der Film lief in Deutschland auch unter dem Titel Frühling einen Sommer lang (auch Titel bei der Ausstrahlung im ZDF).
Im Original übernahm Regisseur Robert Mulligan außerdem die Rolle des Off-Sprechers, der in der Rolle des erwachsenen Hermie rückblickend von seinen einschneidenden Erlebnissen im Sommer 1942 erzählt.
Während einer Kinovorstellung sehen die drei 15-jährigen Freunde das Filmmelodram Now Voyager mit Bette Davis und Paul Henreid; dieser Film lief jedoch erst Ende Oktober 1942 in den Vereinigten Staaten an.
Drehbuchautor Herman Raucher verarbeitete in dem autobiographisch angehauchten Film eigene Ferienerinnerungen auf Nantucket. Er widmete Sommer ’42 seinem Jugendfreund Oscar Seltzer – der Oscy im Film. Seltzer fiel wenige Jahre später während des Koreakriegs. Für sein Drehbuch erhielt Raucher eine Oscar-Nominierung. Im Zuge des großen Publikumserfolges verarbeitete Raucher noch im Uraufführungsjahr 1971 sein Manuskript zu einem Roman, der ein Bestseller wurde.
Michel Legrand erhielt für seine Komposition einen Oscar. Gepriesen wurde vor allem seine einschmeichelnde Themenmusik: der Song The Summer Knows, der sich wie ein melancholischer Leitfaden durch die Geschichte zieht.
Der Kameraveteran Robert Surtees, dessen sensiblen und bisweilen weichzeichnerischen Aufnahmen (Licht/Gegenlicht) dem Film ein Flair von Zartheit und Weltverlorenheit verleihen, erhielt für seine Leistung eine Oscar-Nominierung.
Im April 1973 wurde eine von der Kritik eher indifferent aufgenommene Fortsetzung des Films unter dem Titel Class of ‘44 aufgeführt. Die jugendlichen Hauptdarsteller Gary Grimes, Jerry Houser und Oliver Conant nahmen dort ihre alten Rollen wieder auf. In Deutschland wurde dieser Film unter dem Titel College-Liebe nur im Fernsehen (Erstaufführung 1996) gezeigt.
Ebenfalls 1996 wurde Sommer ’42 mit der Folge Summer of 4 Ft. 2 in der Zeichentrickserie Die Simpsons parodiert, fünf Jahre später gelangte eine Bühnenfassung (Off-Broadway) zur Aufführung.

## Kritik
Bei der internationalen Kritik fand die behutsam aufbereitete Initiationsgeschichte ein überwiegend positives Echo. Kritisiert wurde lediglich die bisweilen vulgäre Ausdrucksweise der Jugendlichen, die das zu dieser Zeit (1971) nicht eben häufig im Kinofilm benutzte Wort „ficken“ benutzen.
Das große Personenlexikon des Films nannte Sommer ’42 eine „bittersüße Weltkriegsromanze“, lobte das „hochsensible Spiel der Hauptdarstellerin Jennifer O’Neill“ und resümierte schließlich: „Das einfühlsame Porträt eines pubertierenden Jungen, der … seine ersten sexuellen Erfahrungen macht, wurde nicht zuletzt dank der überaus eingängigen, mit einem Oscar ausgezeichneten Musik Michel Legrands ein Erfolg.“
Der Movie & Video Guide etikettierte den Film als „Enticing if unprofound nostalgia“ und hob hervor: “Captures 1940s flavor, adolescent boyhood, quite nicely”.
Halliwell‘s Film Guide charakterisierte den Film wie folgt: “Well-observed indulgence in the new permissiveness”
Das Lexikon des Internationalen Films lobte Sommer ’42: „Mulligans subtiler Regie gelang es, die Nöte der Pubertät psychologisch glaubhaft zu beobachten und eine Love-Story stimmungsvoll, fast ohne Sentimentalität zu erzählen. Einzig der Dialog wirkt oft zu schnoddrig.“
Im Handbuch Filme 1971–1976 heißt es über Sommer ’42: „Psychologisch glaubhaft, subtil inszeniert, im Dialog jedoch nicht immer geschmackssicher“.